# 里斯本上城

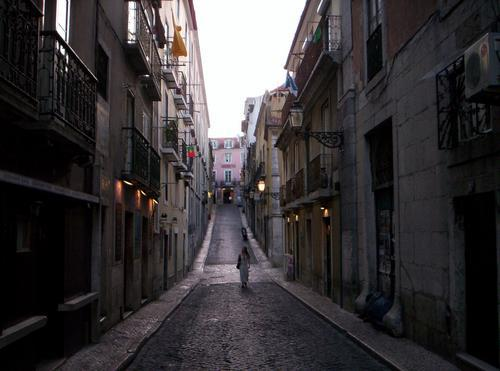
A street in 上城

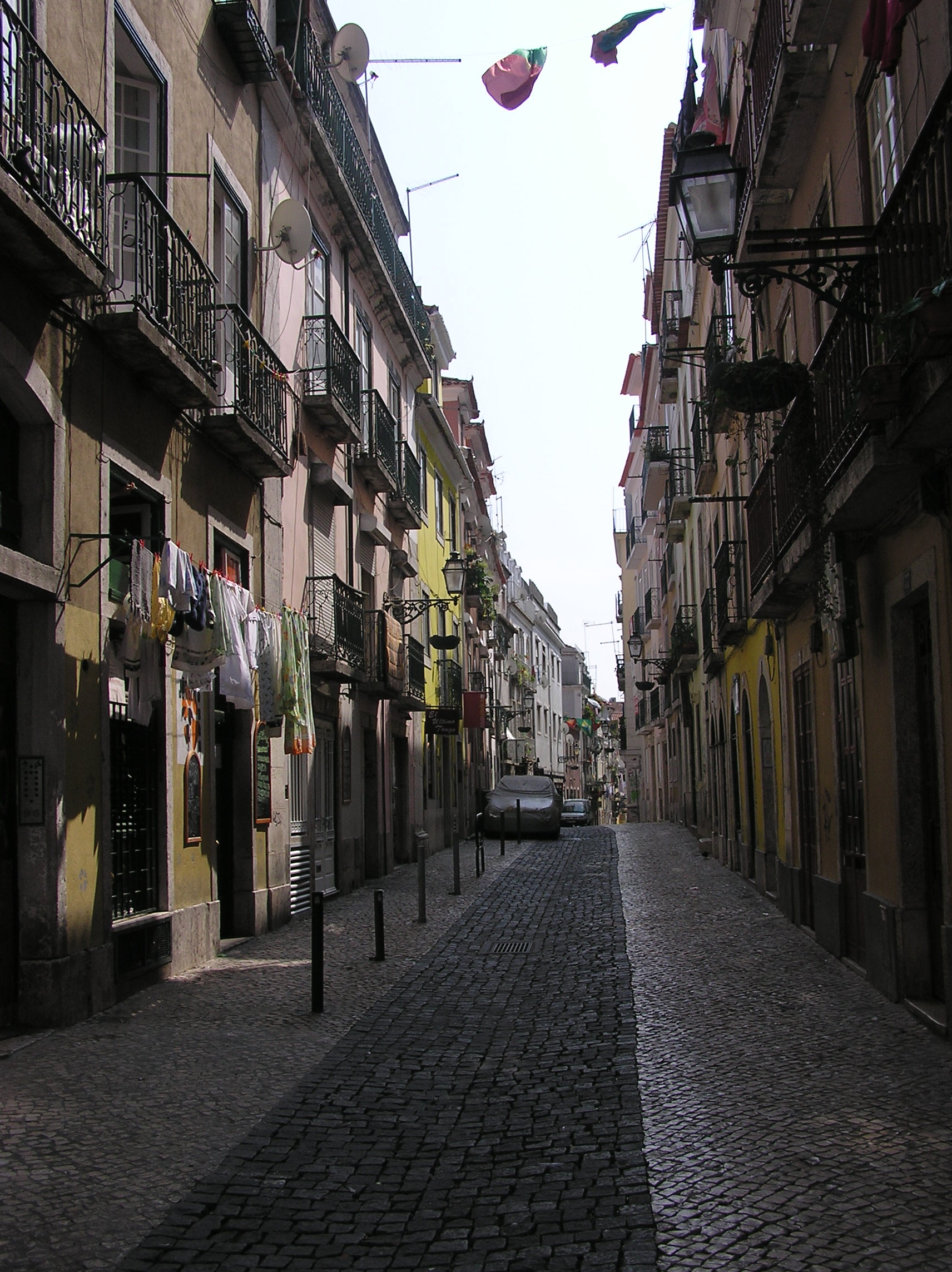
上城

上城（Bairro Alto）是葡萄牙里斯本市中心的一个区。
约1500年，曼努埃尔一世的宫廷从城堡迁至商业广场的王宫。国王强迫农民离开土地。今天，它的功能为住宅，购物和娱乐区。上城是里斯本最古老的地区之一。拥有几十个法多歌唱俱乐部。葡萄牙的所有主要报纸在这里设有办事处。卖淫相当常见。
1990年代以来，上城区发生了重大变化。里斯本市议会进行了广泛的维修，数十家新餐厅，俱乐部和时尚商店开张。许多年轻人来到该区。汽车禁止进入（居民和紧急救援车辆除外）。今天，上城是里斯本的青年文化和夜生活的心脏。里斯本的朋克、同性恋、重金属音乐、哥特摇滚、嘻哈音乐和雷鬼音乐都在该区拥有自己的阵地，各自有自己许多专门的俱乐部和酒吧。白天的上城区是一个传统的区域，老年人购买杂货、年轻一代参观Zé dos Bois这样的艺术画廊、Ler Devagar这样的书店，或附庸风雅的礼品店。 
尽管警方努力消除毒品贩运，毒品仍在街头出售。 凶杀案
和破坏警方财产 在过去时有发生。该区存在严重的涂鸦问题，破坏了历史建筑，例如费尔南多·佩索阿去世的地点.。
自2008年11月1日起，上城的所有酒吧必须在2点关门，以免噪音扰民。但是，到2009年8月1日，酒吧允许开业到凌晨3:00。全市新批1200万欧元项目，以改善该区的外观和安全，即解决涂鸦问题
。